# Bersenbrück
Bersenbrück è una città di 7.961 abitanti della Bassa Sassonia, in Germania.
Già capoluogo dell'omonimo circondario, dal 1972 appartiene al circondario (Landkreis) di Osnabrück ed è parte della comunità amministrativa (Samtgemeinde) di Bersenbrück.

## Amministrazione

### Gemellaggi
- Gryfino ( Polonia)
- Tinténiac ( Francia)